# Graduale simplex

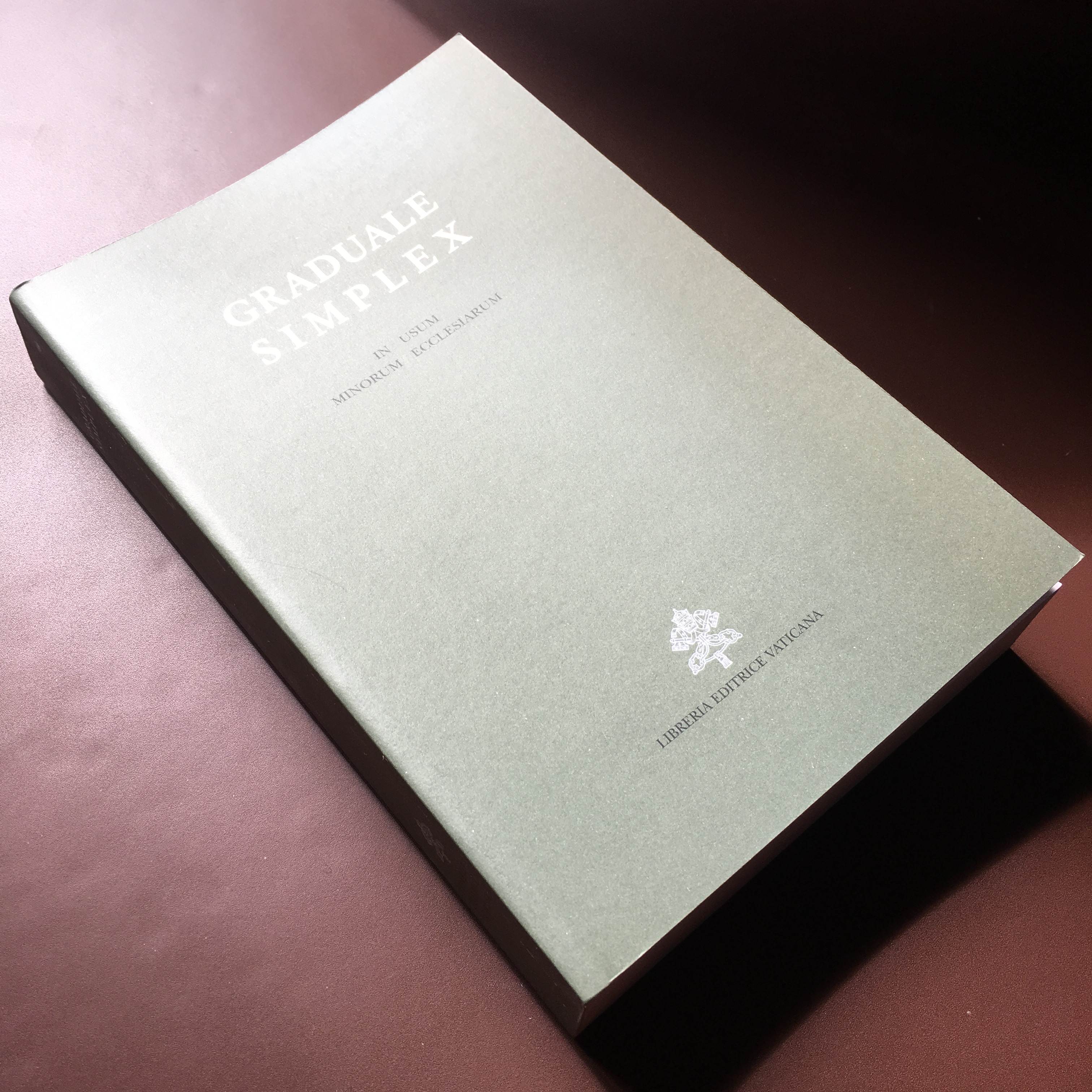
Graduale simplex

Graduale simplex ("Graduale semplice") è un graduale pubblicato dalla Santa Sede nel 1967 dopo la riforma liturgica seguita al Concilio Vaticano II, per consentire l'impiego del canto gregoriano anche nelle chiese e parrocchie più piccole o in mancanza di un coro esperto.

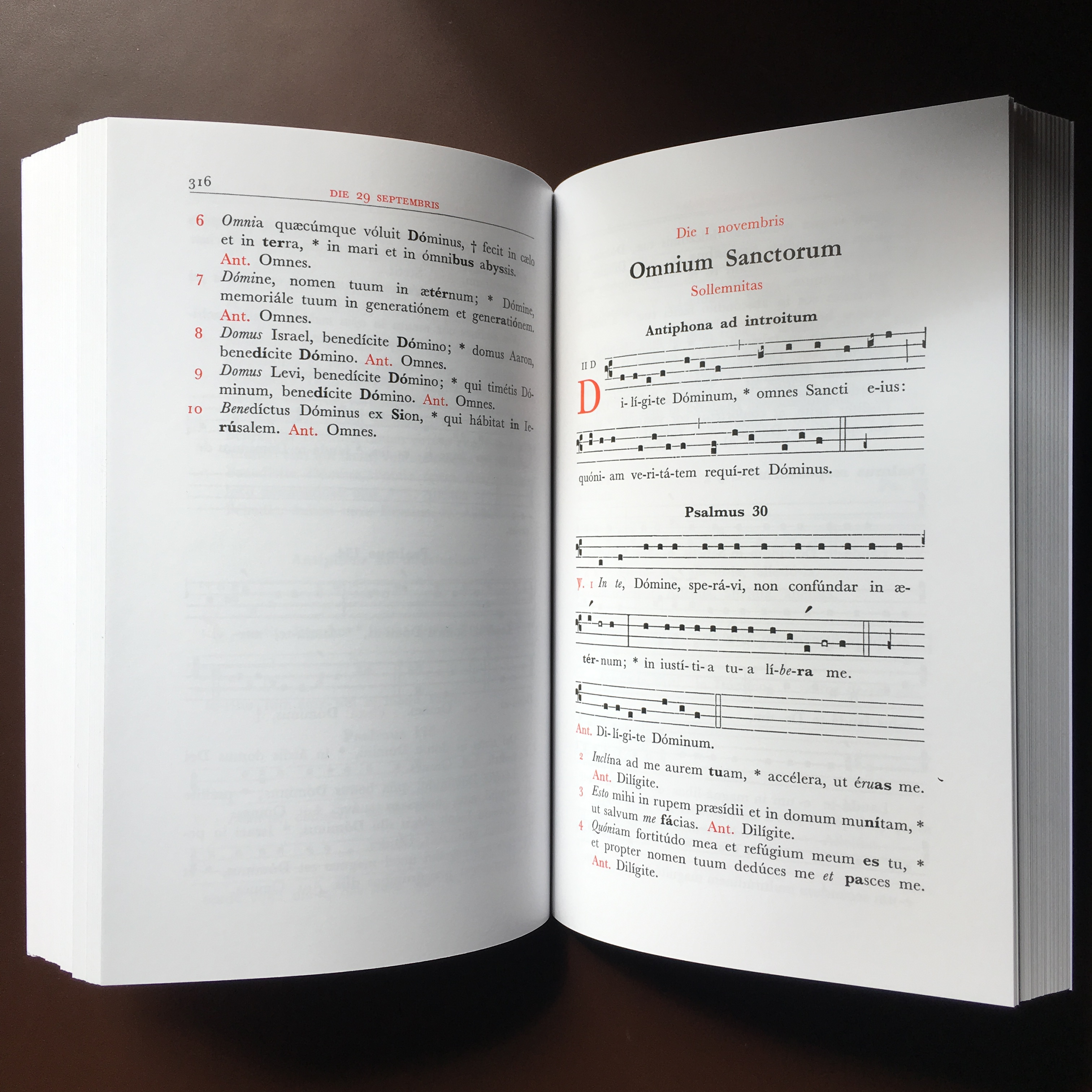
Solennità di Tutti i Santi nel Graduale simplex

La prima edizione del Graduale simplex fu pubblicata nel 1967 seguendo le indicazioni della costituzione sulla liturgia Sacrosanctum Concilium del Concilio Vaticano II:
(...) Conviene inoltre che si prepari un'edizione che contenga melodie più semplici, ad uso delle chiese più piccole.
 (art. 117).
Nel 1975 venne pubblicata la seconda edizione, tuttora in uso.

## Edizioni
- Graduale simplex in usum minorum ecclesiarum, prima edizione, Vaticano, 1967.
- Graduale simplex in usum minorum ecclesiarum, seconda edizione, Vaticano, Libreria editrice Vaticana, 1975, ISBN 978-88-209-1603-9 515 p.